# OSCAR 3
OSCAR 3 (ang. Orbiting Satellite Carrying Amateur Radio) – amerykański amatorski sztuczny satelita Ziemi. Został wyniesiony z siedmioma innymi satelitami. Pierwszy satelita amatorski zasilany energią słoneczną i pierwszy retransmitujący sygnały z Ziemi. Umieszczony na nim przekaźnik radiowy umożliwił kontakt pomiędzy przynajmniej setką radioamatorów z 16 krajów, w tym komunikację transatlantycką. Między innymi krótkofalowcy z CSRS po raz pierwszy nawiązali łączność na duże odległości za pomocą satelity. Co najmniej dwukrotnie nawiązano łączność przez Atlantyk (stacja zachodnioniemiecka ze stacją w USA i stacja hiszpańska z USA).
Satelita pozostaje na orbicie okołoziemskiej, której trwałość szacowana jest na 1000 lat.
Satelita Oscar 3 został wyniesiony na orbitę miesiąc przed startem satelity Early Bird, pierwszego międzynarodowego obiektu handlowego służącego potrzebom telekomunikacji.

## Budowa i działanie
Dwa pierwsze obiekty OSCAR 1 i 2 były traktowane jako doświadczalne. Dopiero OSCAR 3 po raz pierwszy umożliwił prowadzenie dalekosiężnej łączności w ruchu amatorskim.. Satelita miał kształt prostopadłościanu, z czterema antenami monopolowymi. Zawierał dwa radionadajniki (moc 50 mW, 145,85 MHz) i przekaźnik radiowy (moc 1 W, odbiór na częstotliwości 144,1 MHz, retransmisja ze wzmocnieniem 130 dB na częstotliwości 145,9 MHz; masa 8,6 kg). Nadajnik pracował 15 dni. Radionadajniki działały kilka miesięcy.